# Siegfried Roth
Siegfried Roth (* 23. November 1928 in Elsterberg) ist ein deutscher Berufsschullehrer und ehemaliger Politiker der DDR-Blockpartei National-Demokratische Partei Deutschlands (NDPD).

## Leben
Roth stammt aus dem Vogtland und ist der Sohn eines Schlossers. Nach dem Besuch der Volksschule und der Oberschule in der Stadt Elsterberg nahm er zunächst eine praktische Lehre zum Maurer auf. Nach dem Ende des Zweiten Weltkrieges legte er dann 1948 das Abitur im Alter von 20 Jahren ab.
Er zog nach Dresden, wo er Berufsschullehrer an der Berufsschule VEB Bau (St.) wurde.

## Politik
Roth trat 1949 der nach dem Zweiten Weltkrieg in der Sowjetischen Besatzungszone neugegründeten NDPD bei und wurde in den Kreisvorstand Dresden/Stadt seiner Partei gewählt.
In den beiden Wahlperioden von 1954 bis 1958 und von 1958 bis 1963 war Roth Mitglied der NDPD-Fraktion in der Volkskammer der DDR.